# Ceresium furtivum
Ceresium furtivum är en skalbaggsart som beskrevs av Francis Polkinghorne Pascoe 1869. Ceresium furtivum ingår i släktet Ceresium och familjen långhorningar.
Artens utbredningsområde är Laos. Inga underarter finns listade i Catalogue of Life.